# Schlagintweitia huteri
Schlagintweitia huteri là một loài thực vật có hoa trong họ Cúc. Loài này được (Bamb.) Gottschl. & Greuter mô tả khoa học đầu tiên năm 2007.